# 因幡三山
因幡三山（いなばさんざん）は鳥取平野の南部、鳥取県鳥取市国府町周辺にある甑山、今木山、面影山の3つの山の通称で、因幡国庁を中心に三方に位置する。形の美しい山が3つ並び立つ様が大和三山を思わせるため、鳥取市国府町高岡出身の川上貞夫が『因幡のふるさと － 国府町の歴史と文化』（1968年）に「因幡三山　国府町には、大和三山を彷彿とさせる三つの山があります。面影（俤）山・今木山・甑（こしき）山がそれであります」（P159）と書いたことに由来する。

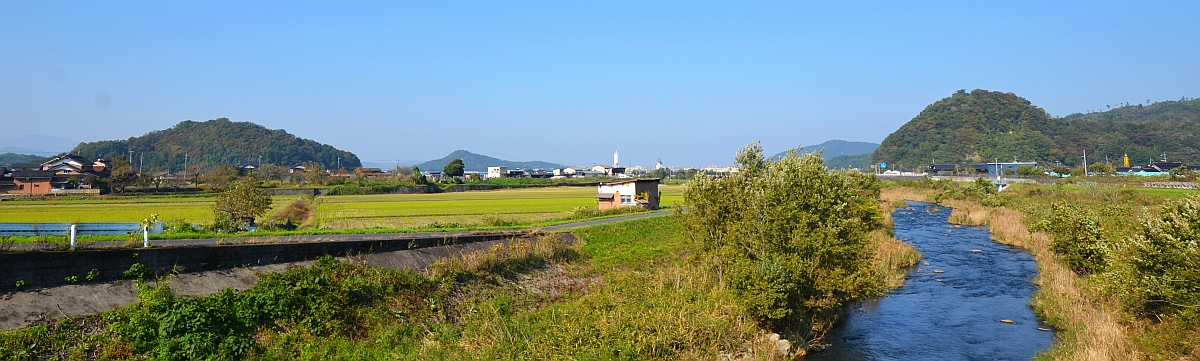
袋川と因幡三山。画面右の小高い山が甑山、画面左の山が今木山。今木山の右側、遠方に見えるのが面影山。（甑山の背後・遠方に見えているのは天神山（189.7m））

## 三山の概要
甑山（こしきやま）
標高100メートルで、国府町を流れる袋川のほとりにある。宇倍神社の祭神である武内宿禰が因幡国に入った時、この山に甑（瓦製の蒸し器）を置いて飯を炊いたのでこの名がついたと言われている。南北朝時代に因幡国府鎮護の城が築かれ、戦国時代には山中幸盛ら尼子党が在陣した。
今木山（いまきやま）
標高98メートル。『万葉集』に「藤波の 散らまく惜しみ ほととぎす 今木の丘を 鳴きて越ゆなり」と詠まれている。中腹にある今木神社の境内には古代の祈願石と考えられる遺物がある（この石に刻まれた絵を女媧・伏羲と漢字とする説がある）。この山の西麓には因幡国の国分尼寺があったと推定されている。
今木山
面影山（おもかげやま）
標高100メートル。奈良時代に因幡国司として赴任した大伴家持を偲んで、家持の義母である大伴坂上郎女（おおとものさかのうえのいらつめ）が「我が背子は 面影山の さかいまに 我のみ恋ひて 見ぬはねたしも」と詠んでいる。
面影山

## 周辺
- 因幡万葉歴史館 - 三山を望む展望台がある。
- 因幡国庁跡